# Mag Blast
Mag Blast è un gioco di carte di battaglie spaziali; ideato da Anders M. Petersen e Christian T. Peterson è distribuito da Fantasy Flight Games e dal 1998 ad oggi sono uscite tre edizioni (le altre nel 2002 e 2006).
Le prime versioni del titolo si rifacevano all'ambientazione del gioco da tavolo di tipo wargame a tema fantascienza: Twilight Imperium.
Lo scopo del gioco, che contiene 165 carte, è di sconfiggere le flotte di navi stellari degli avversari (distruggendo ogni nave comandante degli altri).

## Il gioco
Le carte si dividono in: navi ammiraglie, navi della flotta con speciali caratteristiche e carte azione, ognuna con un preciso scopo.
Il gioco come regole è piuttosto facile e si svolge in modo molto veloce, con semplici battaglie e scontri tra astronavi, per alcuni con un tono non troppo serio e quasi divertente o "leggero".